# Waldsachsen (Meerane)
Waldsachsen ist ein Ortsteil der Stadt Meerane im Landkreis Zwickau in Sachsen. Er wurde am 19. Mai 1974 eingemeindet.

## Geografie

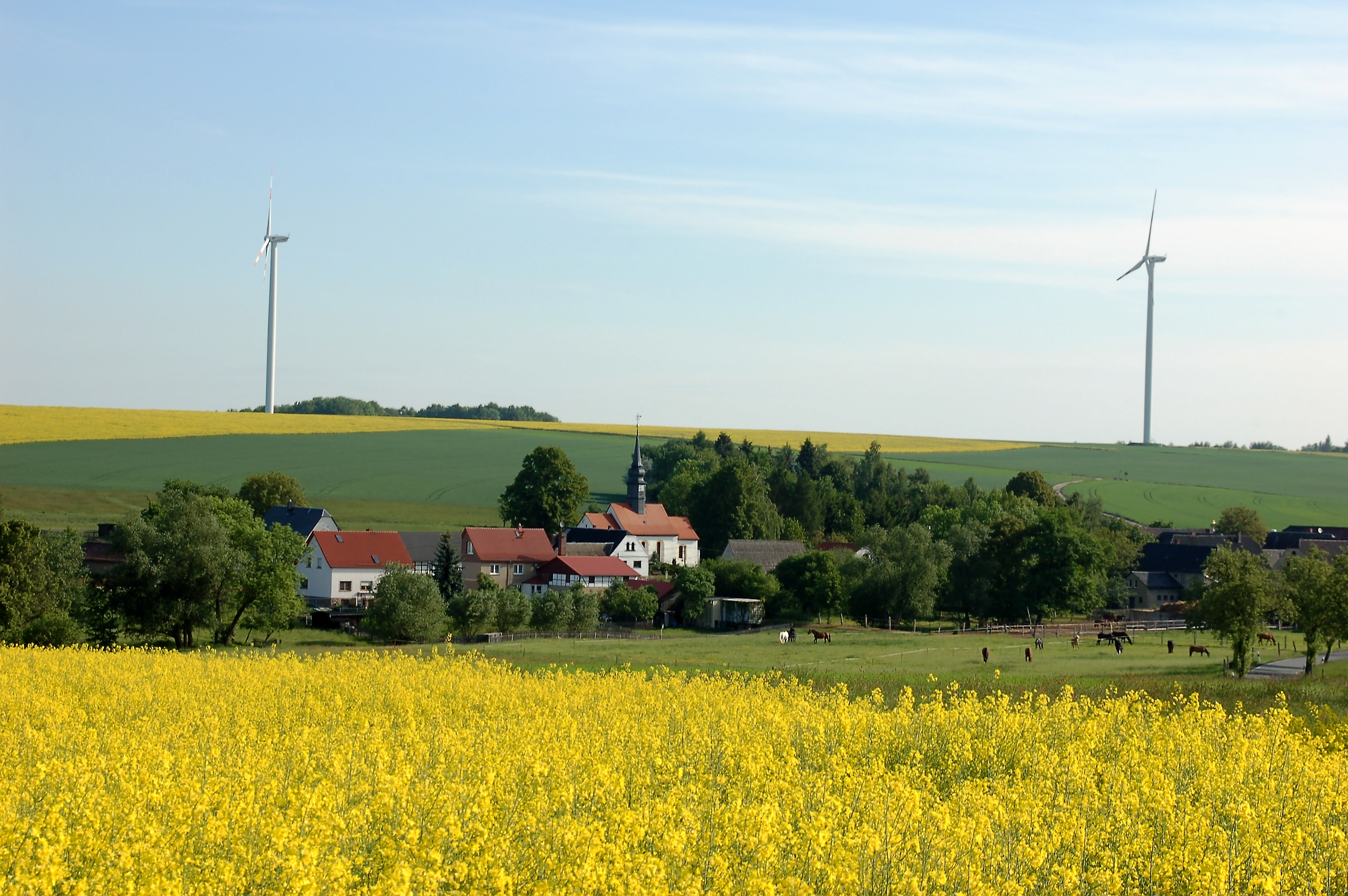
Waldsachsen

### Geografische Lage und Verkehr
Waldsachsen liegt südwestlich von Meerane am Waldsachsener Bach, der beim Crimmitschauer Ortsteil Gosel in die Pleiße mündet. Im Norden grenzt Waldsachsen an das thüringische Altenburger Land. Über die Hauptstraße des Orts wird die Bundesstraße 93 im Osten erreicht. Über diese gelangt man zur Anschlussstelle „Meerane“ der im Süden von Waldsachsen vorbei führenden Bundesautobahn 4.

### Nachbarorte
| Gosel (Crimmitschau), Gosel (Ponitz) | Ponitz                                      | Meerane   |
| Frankenhausen                        | Kompassrose, die auf Nachbargemeinden zeigt |           |
| Leitelshain                          | Gablenz                                     | Seiferitz |

## Geschichte

### Besiedlung von Waldsachsen
Eine Besiedlung des Ortes durch fränkische Siedler wird ab etwa 1150 vermutet. Die älteste urkundliche Erwähnung des Dorfs Waldsachsen stammt aus dem Jahr 1297. Der Name leitet sich von ‚walt sâzen‘ (mhd.: ‚die im Wald Sitzenden‘) ab. Der älteste Teil von Waldsachsen befindet sich vermutlich rechts der Hauptstraße im Bereich östlich und westlich der Kirche. Die nach Süden gerichtete Querstraße, auch „Holzhäuser“ genannt, ist mit einer Entstehungszeit um 1440 deutlich jünger. Der Name erklärt sich aus der Lage der Häuserzeile unmittelbar am Wald.
Waldsachsen besitzt eine Kuriosität: Mitten durch den Ort verlief bis 1928 die sächsisch-thüringische Grenze. Die Landesgrenze zwischen Waldsachsen (sächsischer Anteil) und Waldsachsen (altenburgischer bzw. thüringischer Anteil) verlief ursprünglich in einer Zick-Zack-Linie innerhalb der Waldsachsener Flur. Dadurch war z. B. das Gut Nr. 4 in der Weise geteilt, dass dessen Wohnhaus,  Scheune und Pferdestall thüringisch waren, der Kuhstall jedoch sächsisch.

### Waldsachsen (altenburgischer bzw. thüringischer Anteil)
Waldsachsen (altenb. Ant.) gehörte zum wettinischen Amt Altenburg, welches ab dem 16. Jahrhundert aufgrund mehrerer Teilungen im Lauf seines Bestehens unter der Hoheit folgender Ernestinischer Herzogtümer stand: Herzogtum Sachsen (1554 bis 1572), Herzogtum Sachsen-Weimar (1572 bis 1603), Herzogtum Sachsen-Altenburg (1603 bis 1672), Herzogtum Sachsen-Gotha-Altenburg (1672 bis 1826). Bei der Neuordnung der Ernestinischen Herzogtümer im Jahr 1826 kam Waldsachsen (altenb. Ant.) wiederum zum Herzogtum Sachsen-Altenburg. Die Grundherrschaft über Waldsachsen (altenb. Ant.) lag anteilig bei den Rittergütern Ponitz und Posterstein. Kirchlich gehörte der Ort zum sächsischen Anteil. Nach der Verwaltungsreform im Herzogtum Sachsen-Altenburg gehörte Waldsachsen (altenb. Ant.) bezüglich der Verwaltung zum Ostkreis (bis 1900) bzw. zum Landratsamt Ronneburg (ab 1900).

### Waldsachsen (sächsischer Anteil)
Waldsachsen (sächs. Ant.) war bis in die zweite Hälfte des 19. Jahrhunderts wiederum in einen schönburgischen und einen kursächsischen bzw. königlich-sächsischen Anteil geteilt. 
Der schönburgische Anteil von Waldsachsen gehörte im 19. Jahrhundert zur schönburgischen Herrschaft Glauchau. Bezüglich der Grundherrschaft unterstand ein Teil von Waldsachsen (schönburg. Ant.) als Amtsdorf direkt dem Amt Glauchau. Der andere Teil gehörte zum Rittergut Thurm in der schönburgischen Herrschaft Lichtenstein.
Der sächsische Anteil von Waldsachsen gehörte bis 1856 zum kursächsischen bzw. königlich-sächsischen
Amt Zwickau. Die Grundherrschaft über Waldsachsen (sächs. Ant.) lag bis ins 19. Jahrhundert zeitweise anteilig bei den Rittergütern Carthause, Schweinsburg, und Ruppertsgrün. 1856 wurde der Ort dem Gerichtsamt Crimmitschau und 1875 der Amtshauptmannschaft Zwickau angegliedert. Nachdem auch auf dem Gebiet der Rezessherrschaften Schönburg im Jahr 1878 eine Verwaltungsreform durchgeführt wurde, kamen der sächsische und schönburgische Anteil von Waldsachsen im Jahr 1880 zur neu gegründeten Amtshauptmannschaft Glauchau.

### Geschichte seit der Vereinigung der Anteile von Waldsachsen zu einer Gemeinde
Im Jahr 1888 wurden Waldsachsen (sächs. Ant.) und Waldsachsen (altenb. Ant.) zu einer Gemeinde mit je einer königlich-sächsischen und einer sachsen-altenburgischen Verwaltung vereinigt. Waldsachsen besaß seit 1735 eine Schule, die 1839/40 durch einen Neubau ersetzt wurde. Im Jahr 1905 hatte Waldsachsen 206 thüringische und 345 sächsische Bewohner. Waldsachsen (sächs. Ant.) gehörte seit 1918 zum Freistaat Sachsen. Waldsachsen (altenb. Ant.) gehörte ab 1918 zum Freistaat Sachsen-Altenburg, der 1920 im Land Thüringen aufging. 1922 kam der Ort zum Landkreis Altenburg.
Im Jahr 1928 erfolgten ein Gebietsaustausch und eine Grenzbereinigung zwischen dem Freistaat Sachsen und dem Land Thüringen. Dadurch wurden die in Sachsen liegenden Splitterflächen des Ortsteils Waldsachsen (thür. Ant.) vollständig an Sachsen abgetreten. Dadurch war Waldsachsen erstmals eine territorial und verwaltungsmäßig vereinigte Gemeinde.
In der DDR änderte sich mit Bildung der Bezirke Leipzig und Karl-Marx-Stadt 1952 wieder der Grenzverlauf, nun ging vorübergehend noch einmal die Grenze zwischen beiden Bezirken durch den Ort. Die Grenze zwischen dem Kreis Schmölln (Bezirk Leipzig) und dem Kreis Werdau (Bezirk Karl-Marx-Stadt) führte an der Bachbrücke, in Höhe des Gasthofes „Forellen-Aue“ hindurch. Am 4. Dezember 1952 wurde der gesamte Ort dem Kreis Glauchau im Bezirk Karl-Marx-Stadt angegliedert, seitdem verläuft die einstige Bezirks- und heutige Landesgrenze wenige hundert Meter nördlich des Ortes. 
Am 19. Mai 1974 wurde Waldsachsen nach Meerane eingemeindet. Als Ortsteil der Stadt Meerane gehörte Waldsachsen ab 1990 zum Landkreis Glauchau, der 1994 im Landkreis Chemnitzer Land und 2008 im Landkreis Zwickau aufging. Am 1. März 2011 wurde Waldsachsen als Gemeindeteil von Meerane gestrichen.

## Kultur und Sehenswürdigkeiten

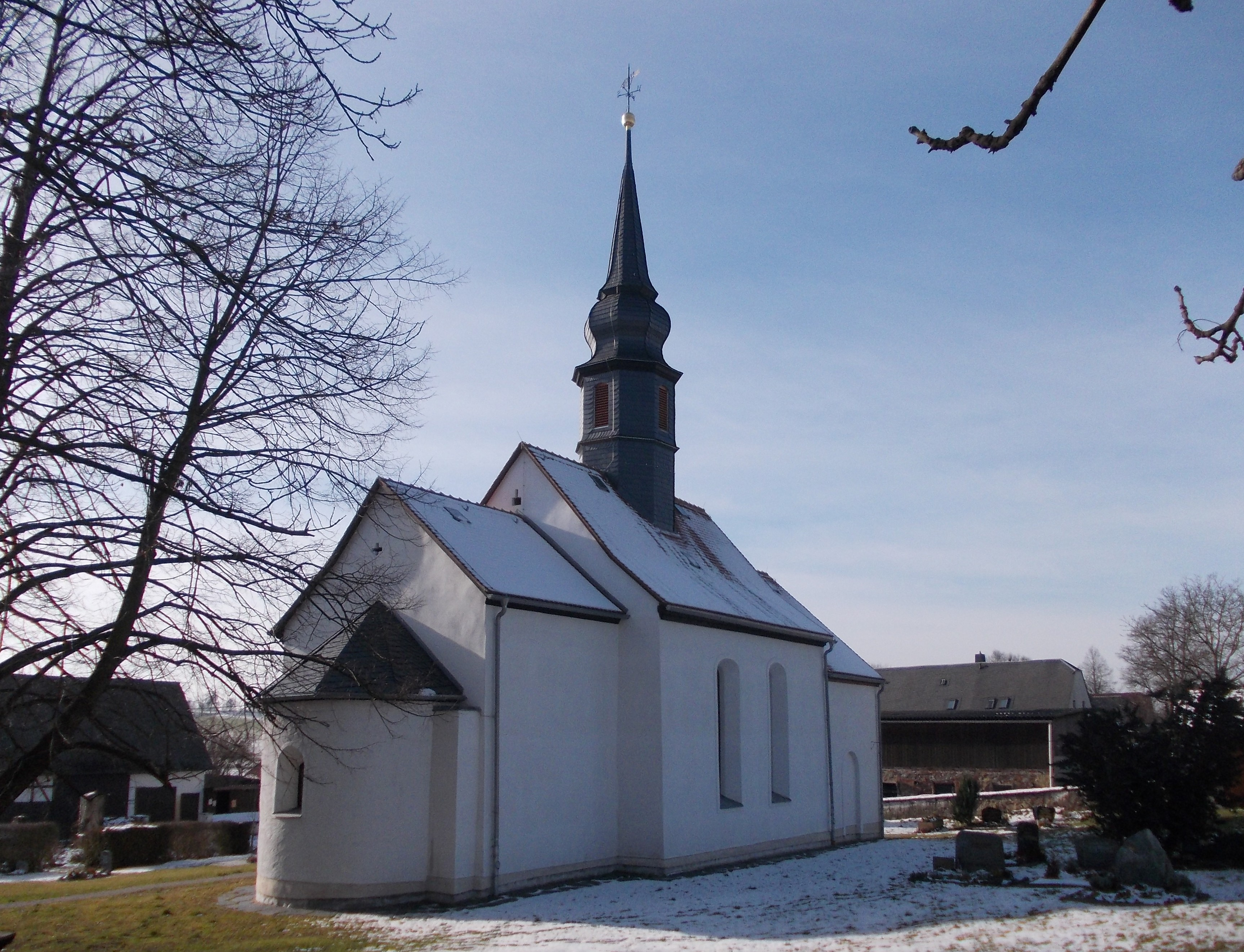
Kirche Waldsachsen

### Bauwerke
Eine erste Kirche wurde in Waldsachsen 1561 erbaut. 1653 wurde sie erneuert, 1736 erhielt sie einen neuen Turm, 1831 und 1868 wurde sie vergrößert. Die erste Orgel wurde 1852 repariert, jedoch bereits 1868 durch ein neues Instrument von Johann Gotthilf Bärmig ersetzt.